# Emin-Minarett

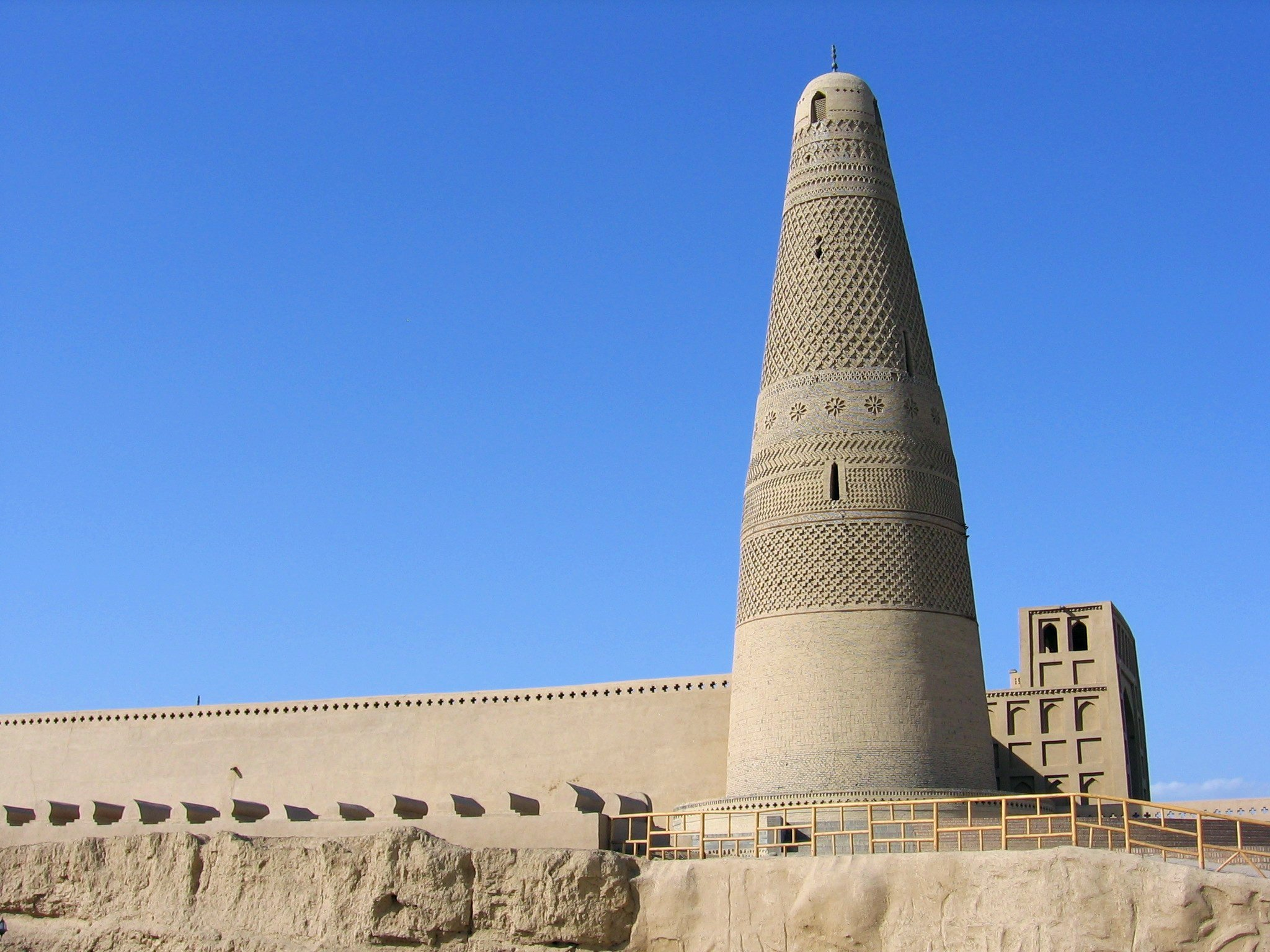
Emin-Minarett und Moschee

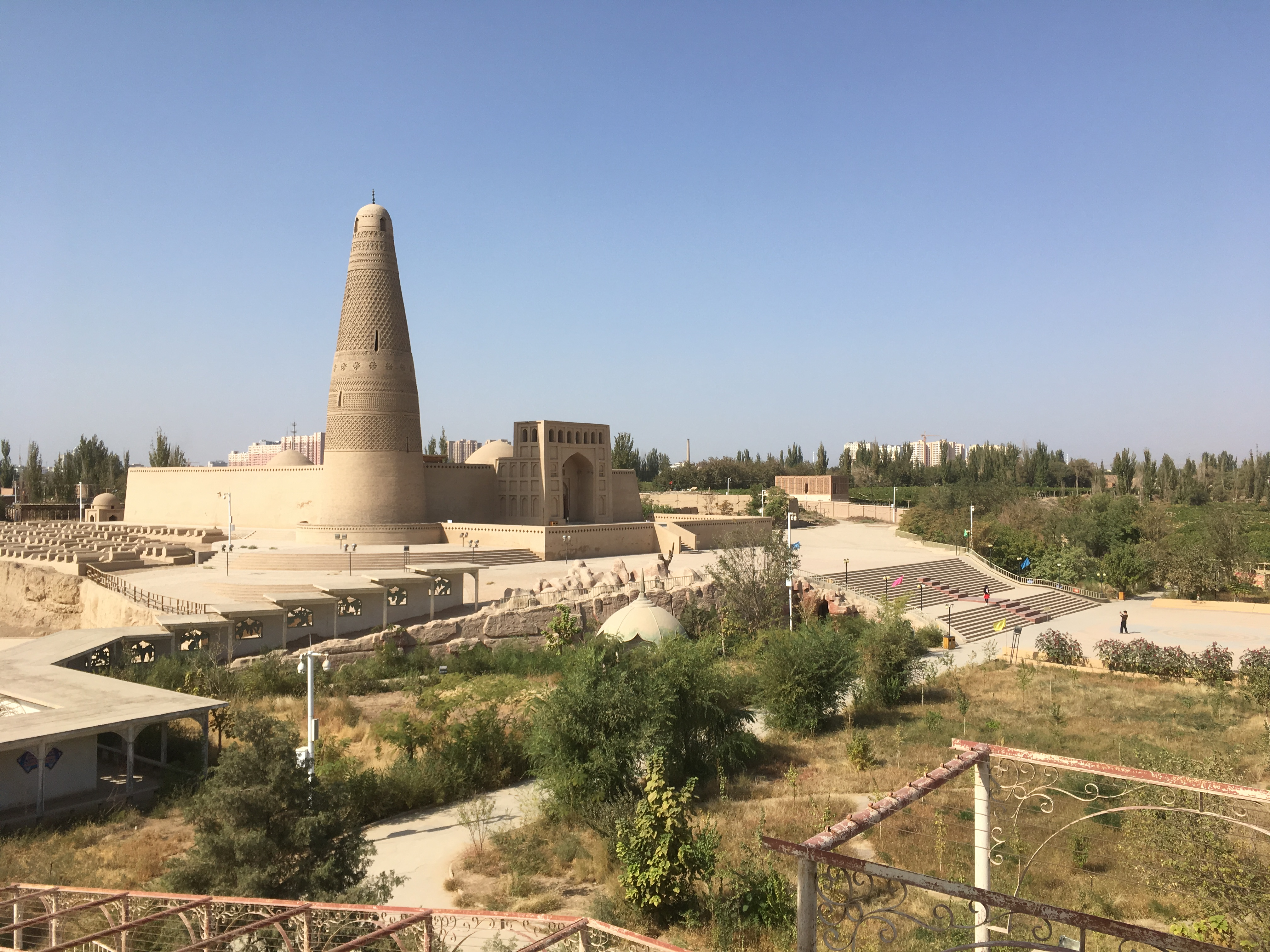
Emin-Minarett

Das Emin-Minarett (chinesisch 苏公塔, Pinyin Sūgōng tǎ – „Turm (oder Pagode) des Herrn Su“ oder chinesisch 额敏塔, Pinyin Émǐn tǎ) auf dem Gebiet des Stadtbezirks Gaochang, Xinjiang, China, wurde von Prinz Suleiman zu Ehren seines Vaters, Prinz Emin, in der zweiten Hälfte der 1770er Jahre zur Zeit des Qing-Kaisers Qianlong erbaut.
Das Minarett gehört zu einer in uigurischer Architektur gestalteten Moscheeanlage. Es hat am Fuß einen Durchmesser von 14 Metern und ist 44 m hoch.
Das Bauwerk steht seit 1988 auf der Liste der Denkmäler der Volksrepublik China in Xinjiang (3-159).